# 太阳币
太阳币（SolarCoin，符號§），是一種加密數位貨幣，于2014年1月发起，被用于鼓励全球的太阳能发电。太阳币被设计为持续供应40年，鼓励产生97,500太瓦小时的太阳能电力。
太阳币具有两种形式的工作量证明。一种是传统的与数字货币有关的密码学工作量证明。另一种是一项经第三方验证的仪表读数，代表生产出的1兆瓦时的太阳能电力。太阳币以公平的方式使用这两种工作量证明发行，作为一种对太阳能电力生产的报酬。
居住在屋顶安装有太阳能电池板的住宅的个人或者大型的太阳能发电场（租用的或者贷款建造的）都可以索取太阳币。

## 与比特币的区别
太阳币不是比特币的替代品。它是一种使用块链技术的补充货币，用于鼓励太阳能电力的生产。
- 来自于莱特币（LiteCoin）的源代码分支
- 哈希算法：Scrypt
- §98.34 亿
- 太阳币采矿的能效是比特币的50倍[1]

## 采矿
太阳币曾经通过工作量证明 (Proof-of-work，PoW) 系统向大量的投资者发行，直到2014年9月，此后开始使用更加环境友好和节能的权益时间证明 (Proof-of-Stake-Time，PoST)。从PoW向PoST的过渡伴随着货币稀缺程度的提高，因此，在长期来看，提高了它的价格。目前太阳币的采矿仅有生产太阳能这一种方式。

### 腳註
1. ↑  . straight.com.   [19 April 2016]. （原始内容存档于2016-06-10）.

### 其他参考文献
- 受到比特币启发的太阳币的目标是支持可再生能源的高速发展 [永久]
- 《太阳币从POW向POST (Proof of Stake Time，权益时间证明) 的转移》更新版[永久]
- 《太阳币，一种加密货币为您走向环保付款》（页面存档备份，存于）